# 滑降風

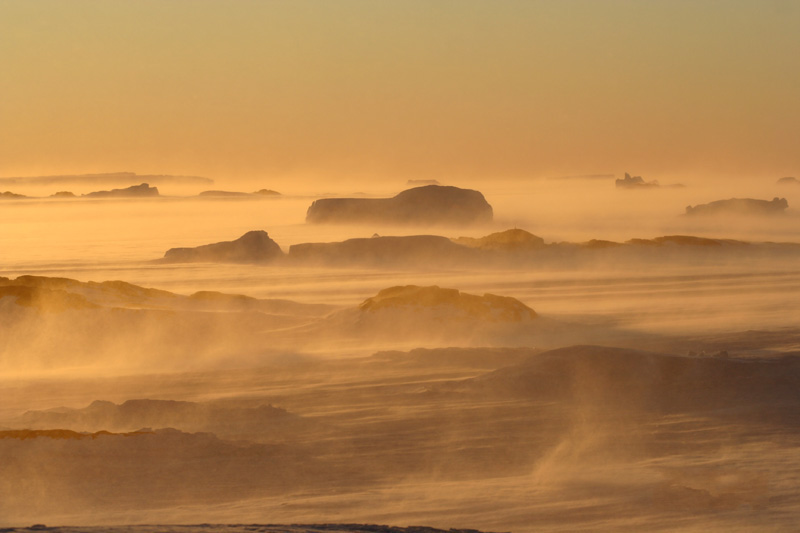
南極の滑降風。滑降風によるブリザードが、夕日を受けてオレンジ色に見えている。

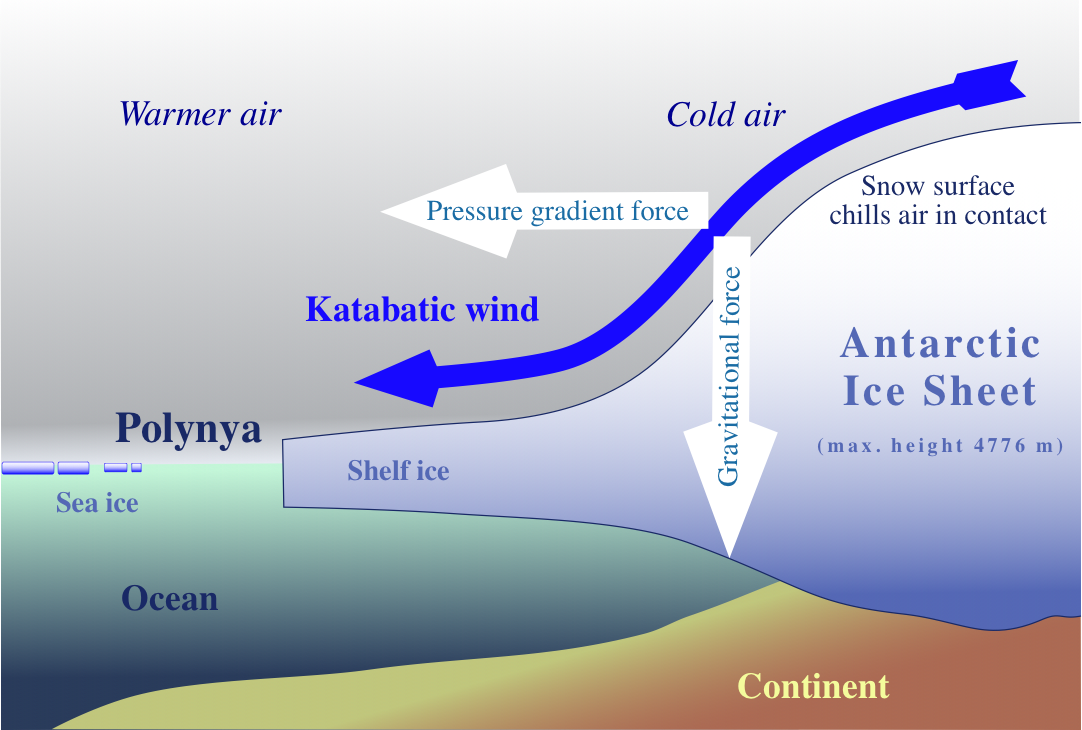
南極における滑降風の力学的説明。気圧傾度力と重力が滑降風を起こす。

滑降風（かっこうふう、英: katabatic wind、カタバティック風、カタバ風）は、密度の高い空気が、高高度の地点から低高度の地点へと滑降することで起こる風のこと。斜面下降風(downslope wind)、下降風(fall wind)ともいう。
英語の"katabatic"はギリシア語のkatabatikos（坂を下る）に由来する。

## 概要
山や丘の頂上、高原などでは、そこを通り抜ける水平な風が弱いとき、空気は滞留して、放射冷却によって次第に冷やされて密度が高くなってくる。すると、重力によって、密度の高い冷たい空気は高度の低いところへ滑降し始める。
下降気流が冷たいのと同じ理由で、滑降風は一般的に冷たい。暖かいフェーン風とは対照的であるが、これは空気が滑降する際の温度上昇率が異なることが関係している。フェーン風は山などを通り抜ける水平な風が強いときに起こる。
滑降の際に重力加速度で風は加速するが、地面との摩擦などで風が幾分弱められるので、一般的には最大でも風力3程度にしかならない。しかし、地形によっては、風が集まって強くなる場合もあり、強風により草木の倒状や人的被害が発生することもある。
氷床、氷河、雪原（冬のみ現れるものも含む）などでは、強い放射冷却が起きる上、もともと温度が低いため、滑降風も強く温度も低くなる。

## 実例
南極大陸やグリーンランドでは、広大な氷床に大量の冷気が蓄積されるため、猛烈な滑降風が吹き、積雪や降雪を巻き上げてブリザードとなる。低気圧が接近した際は風がさらに強まる。
また、アラスカやフエゴ島などでは、地形の影響で強まった猛烈な滑降風が吹くことが知られており、「ウィリーウォー(williwaw)」と呼ばれている。
フランスやイタリアなどのミストラル（ミストラーレ）、アドリア海沿岸のボーラ、カリフォルニアのサンタアナ、日本各地の颪なども滑降風である。